# Escaphiella cachimbo
Espèce
Escaphiella cachimbo est une espèce d'araignées aranéomorphes de la famille des Oonopidae.

## Distribution
Cette espèce est endémique du Pará au Brésil,. Elle se rencontre à Novo Progresso dans la Serra do Cachimbo.

## Description
Le mâle holotype mesure 1,15 mm et la femelle paratype 1,17 mm.

## Étymologie
Cette espèce est nommée en référence au lieu de sa découverte, la Serra do Cachimbo.

## Publication originale
- Platnick & Dupérré, 2009 : The American goblin spiders of the new genus Escaphiella (Araneae, Oonopidae). Bulletin of the American Museum of Natural History, no 328, p. 1-151 (texte intégral).